# Љубиша Опачић
Љубиша Опачић (Врање, 3. јануар 1968 — Марибор, 28. септембар 2008) био је српски музичар, гитариста групе Бајага и инструктори.
Музиком се бавио од најраније младости као гитариста, композитор и продуцент. Члан Бајаге и инструктора је постао 2001. године и са њима је објавио албуме Змај од Ноћаја (2001) и Шоу почиње у поноћ (2006).
Преминуо је 28. септембра 2008. године у сну у хотелу у Марибору, где су претходног дана Бајага и инструктори одржали концерт.